# Красносельська Ганна Дмитрівна
Ганна Дмитрівна Красносельська (1928, тепер Чернігівська область — ?) — українська радянська діячка, новатор сільськогосподарського виробництва, ланкова колгоспу «13-річчя Жовтня» Борзнянського району Чернігівської області. Депутат Верховної Ради УРСР 6-го скликання.

## Біографія
Народилася у селянській родині.
З 1950-х років — ланкова колгоспу «13-річчя Жовтня» села Красносільське Борзнянського району Чернігівської області.
Потім — на пенсії.

## Нагороди
- ордени
- медалі